# Moed
Moed (ebraico: מועד) ("Festività") è il secondo Ordine della Mishnah,  che è la prima registrazione scritta della Tōrāh orale del popolo ebraico (insieme, successivamente, alla Tosefta e al Talmud). Dei sei ordini della Mishnah, Moed è il terzo più breve. L'ordine di Moed è composto da 12 trattati:
1. Shabbat: o Shabbath (שבת) ("Sabato") esamina le attività proibite durante lo Shabbat (39 proibizioni del "lavoro"). 24 capitoli.
2. Eruvin: (ערובין) ("Collegamenti/Mescolanze") tratta dell'Eruv o obbligo sabbatico - una categoria di costruzioni/delimitazioni che alterano i confini dello Shabbat per il trasporto e i viaggi. 10 capitoli.
3. Pesachim: (פסחים) ("Pasque") esamina le offerte con le prescrizioni della Pesach e del sacrificio pasquale. I primi quattro capitoli riguardano le leggi del chametz, i capitoli 5-9 discutono le leggi dell'offerta dell'agnello pasquale e il decimo e ultimo capitolo trattano dell'ordine del Seder di Pesach e della legge dei doppi. 10 capitoli.
4. Sheqalim: (שקלים) ("Sicli") esamina la raccolta dei mezzi-sicli come anche le spese del Tempio. 8 capitoli.
5. Yoma: (יומא) ("Il Giorno"); chiamato anche "Kippurim" o "Yom ha-Kippurim" ("Giorno dell'Espiazione") tratta delle prescrizioni di Yom Kippur, specialmente la cerimonia del Kohen Gadol. 8 capitoli.
6. Sukkah: (סוכה) ("Capanne"); tratta della ricorrenza di Sukkot (la Festa dei Tabernacoli) e della Sukkah stessa. Esamina anche le Quattro Specie (Lulav, Etrog, Hadass, Aravah—Ramo di palma, cedro, mirto, salice) che vengono intrecciati in Sukkot. Sono incluse discussioni specifiche sulla Sukkah (capanna) nella quale si deve stare durante Sukkot; le leggi relative alle Quattro Specie citate, con le relative preghiere; la celebrazione dell'acqua raccolta (in ebraico שמחת בית השואבה, Simhat Beit Ha-Sho'evah ‎?) che si svolse presso il Tempio di Gerusalemme nella notte di Sukkot. 5 capitoli.
7. Betzah: (ביצה) ("Uovo"); (chiamato così per la prima parola ma intitolato originalmente secondo il tema: Yom Tov -  "Festività") esamina principalmente le regole da osservarsi durante Yom Tov. 5 capitoli.
8. Rosh Hashanah: (ראש השנה) ("Capo d'anno") esamina soprattutto le regole del calendario secondo la luna nuova e i servizi liturgici della ricorrenza di Rosh Hashanah. 4 capitoli.
9. Ta'anit: (תענית) ("Digiuno") tratta essenzialmente dei giorni speciali di digiuno nei periodi di siccità o altre situazioni difficili. 4 capitoli.
10. Megillah: (מגילה) ("Rotolo") contiene principalmente le regole e prescrizioni in merito alla lettura del Rotolo di Ester durante Purim e la lettura di altri passi della Torah e dei Neviìm in sinagoga. Include anche le leggi sulla lettura pubblica della Torah e altre pratiche comunitarie. C'è anche una sezione nel primo capitolo che discute di alcune leggi generiche. 4 capitoli.
11. Mo'ed Katan: (מועד קטן) ("Piccola Festa") esamina Chol HaMoed,[2] i giorni festivi intermedi di Pesach e di Sukkot. 3 capitoli.
12. Hagigah: (חגיגה) ("Offerta Festiva") esamina i Tre Festival di Pellegrinaggio (Pesach, Shavuot, Sukkot), definite Shalosh Regalim, e le offerte di pellegrinaggio che gli uomini devono portare a Gerusalemme. Nel mezzo del secondo capitolo il Talmud esamina gli argomenti sulla purezza rituale; il resto del capitolo contiene molta aggadah, descrivendo la creazione e la Merkavah. 3 capitoli.

Il Talmud gerosolimitano ha una Gemara per ciascuno dei trattati mentre nel Talmud babilonese manca solo quello dello Shekalim. Tuttavia nella maggior parte delle edizioni stampate del Talmud babilonese viene inclusa la Gemara gerosolimitana dello Shekalim.
Nel Talmud babilonese i trattati dell'Ordine Mo'ed sono codificati come segue: Shabbat, 'Erubin, Pesachim, Beitzah, Hagigah, Mo'ed Katan, Rosh ha-Shanah, Ta'anit, Yoma, Sukkah, Sheqalim, Megillah; mentre la sequenza dello Yerushalmi è: Shabbat, Eruvin, Pesachim, Yoma, Sheqalim, Sukkah, Rosh ha-Shanah, Beitzah, Ta'anit, Megillah, Hagigah, Mo'ed' Katan.
Durante le Festività alcuni usano imparare il Trattato in quest'Ordine, che ragguaglia sulle leggi di ogni rispettiva ricorrenza (per esempio, imparano il Trattato Rosh Hashanah nella festa di Rosh Hashanah).